# Московские ворота (Херсон)
Московские (Северные) ворота — одно из первых сооружений Херсона, часть оборонительного комплекса Херсонской крепости. Расположены в северо-восточной его части, ныне это парк «Херсонская крепость». Памятник архитектуры национального значения. Полностью идентичны Очаковским воротам. По направлению дорог, ведущих из крепости, также их называют Петербургскими.

## История
Считается, что Московские ворота сооружены по проекту московского архитектора Родиона Казакова в 1783 году. В строительстве использовался кирпич. Мост выполнен в классическом стиле военного строительства, что включает в себя наличие рва и подъемного механизма. Последний соединял военный Форштадт с крепостью. Через эти ворота в Херсон въехала Екатерина Великая в 1787 году.